# エグフリッド (マーシア王)
エグフリッド（英語: Ecgfrith、古英語: Ecgfrið、在位796年7月29日 - 796年12月）は、七王国のひとつマーシア王国の王。名の日本語表記にはエグフリッドの他、エッジフリス、エッグフリート、エグフェルト、エジュヴェルスなどがある。
イングランドの覇権を握ったマーシア王オファと王妃キュネスリス（Cynethryth）のもとに生まれ、787年に王として聖別された。これはイングランドの王として記録が残る最初の聖別式（聖祓の儀式、戴冠式、consecration）で、おそらくは父オファがカール大帝（シャルルマーニュ）の息子が781年に教皇によって聖別されたのを模倣し行ったものであり、王権に超越性、神聖性を付与することを意図したものであった。789年ごろ、オファはエグフリッドとシャルルマーニュの娘ベルト（Bertha）との婚姻を画策したが、シャルルマーニュはこの申し出に激怒し計画は頓挫したという。
エグフリッドはオファが796年7月29日に死去した後マーシア王位を継承したが、同じ年のうちに死去した。『クロウランド年代記（Croyland Chronicle）』には「彼（エグフリッド）は病魔に襲われ、この世を去った」と記されており、その在位はわずか141日間であった。
エグフリッドの死後、マーシア王となったのはオファとは遠縁のケンウルフであった。これはおそらくオファが我が子エグフリッドのライバルたちを排除するため近親者を殺したためである。同時代の人物でシャルルマーニュの顧問などもしていた修道士アルクィンの書簡には次のような一節がある。
「かの高貴な若者が死去したのは、彼の罪によるものではなく、父親が流した血の復讐が息子に届いたのです。あの父親が、息子に間違いなく王国を継がせるためにどれほどの血を流したか、あなたもご存じでしょう」。
アルクィンはさらにこう付け加えた「このことは、王国を強くするというよりもむしろ崩壊させる行いでした」。